# Corticarina lambiana
Corticarina lambiana is een keversoort uit de familie schimmelkevers (Latridiidae). De wetenschappelijke naam van de soort werd in 1910 gepubliceerd door David Sharp.